# ロジャー・マッギン
ジェームズ・ロジャー・マッギン（英語: James Roger McGuinn、1942年7月13日 - ）は、アメリカ合衆国のシンガーソングライター。出生名はジェームズ・ジョセフ・マッギン3世（英語: James Joseph McGuinn III）2011年、「ローリング・ストーンの選ぶ歴史上最も偉大な100人のギタリスト」において第95位。

## 経歴
1942年、イリノイ州シカゴで誕生する。14歳の誕生日にギターを買い与えられると独学で奏法を習得し、ボブ・ギブソンの影響でフォークの魅力に開眼する。音楽学校でアコースティック12弦ギターとバンジョーを学び、シカゴのフォーク・クラブやコーヒー・ハウスに出演し始めた。卒業した1961年には、ライムライターズのバック・ミュージシャンとしてデビューし、次いでチャド・ミッチェル・トリオのバック・ミュージシャンを務める。1963年頃から、グリニッジ・ヴィレッジでボビー・ダーリンの伴奏者として活躍する。
1964年に公開されたビートルズの映画『ハード・デイズ・ナイト』を観て、ジョージ・ハリスンの持つリッケンバッカーの12弦エレクトリックギターに影響され、ロック・バンド結成を決意。ジーン・クラーク、デヴィッド・クロスビーと共にジェット・セットを結成。結成当時、マッギンはまだ12弦ギターを持っていなかったためバンジョーとアコースティック・ギターを売り、リッケンバッカー・360/12を購入した。
ベーシストにクリス・ヒルマン、ドラマーにマイケル・クラークを迎え、1964年11月にバーズとしてコロムビア・レコードからのデビューが決定する。
1965年4月、バーズのデビュー・シングル「ミスター・タンブリン・マン」（ボブ・ディラン作）がビルボード全米シングル・チャートで1位に到達し、マッギンは早々とロック歌手としての地位を確立する。またニュー・シネマの代表作『イージー・ライダー』のサウンドトラック盤には、マッギンの歌う曲が2曲収録されている。バーズでは事実上のリーダーとして1973年まで主導権を握り、多くの楽曲提供を行った。他のメンバーが次々と脱退する中、マッギンは後発のメンバーと共に解散まで在籍し続けた。
1973年2月、マッギンはバーズを解散し、ソロ活動を開始。1977年にバーズの元メンバーであるジーン・クラークとクリス・ヒルマンと共に「マッギン・クラーク&ヒルマン」を結成。シングル「Don't You Write Her Off」がビルボードホット100で33位と商業的にも成功したが、健康状態の悪化によりクラークが脱退、ヒルマンと共に「マッギン&ヒルマン」として活動していたが、1981年に解散した。マッギンは現在でもリッケンバッカーの12弦エレキギターを愛用し、精力的にフォーク・クラブなどで演奏を行っている。最近では、3弦が複弦となっているアコースティック7弦ギターも使用するなどユニークなギタリストである。

## その他
- 出生名がジェームス・ジョセフ・マッギン3世 (James Joseph McGuinn III) であるため、当初はジム・マッギンと名乗っていた。しかし1967年に以前から信仰していたインドネシアの新興宗教スブドに入信。そこで改名するよう助言を受け、ロジャー・マッギン (Roger McGuinn)に改名した。助言者からRを頭文字にとる語句を選ぶよう指示されたマッギンは、当初レトロやロケットなどの候補を挙げたという。後年キリスト教に回帰したが、自身の芸名として定着したロジャー・マッギンを現在も名乗っている。
- バーズとしてデビューした1965年頃のマッギンは、ベンジャミン・フランクリン風の老眼鏡型のサングラスを着用していた。一時期は同じ型のものをファンやジョージ・ハリスン、スモール・フェイセスのスティーヴ・マリオットらが着用するなど、一過性の流行を生み出した。しかしマッギンは1966年頃からつけなくなった。

## ディスコグラフィ

### スタジオ・アルバム
- 『ロジャー・マッギン』 - Roger McGuinn (1973年)
- 『ピース・オン・ユー』 - Peace on You (1974年)
- 『ロジャー・マッギン&バンド』 - Roger McGuinn & Band (1975年) ※旧邦題『新たなる挑戦』
- 『海賊』 - Cardiff Rose (1976年)
- 『サンダーバード』 - Thunderbyrd (1977年)
- 『バック・フロム・リオ』 - Back from Rio (1991年)
- 『トレジャー・フロム・ザ・フォーク・デン』 - Treasure From The Fork Den (2001年)
- Limited Edition (2004年)
- CCD (2011年)
- Sweet Memories (2018年)

### ライブ・アルバム & コンピレーション・アルバム
- 『ボーン・トゥ・ロックンロール』 - Born to Rock and Roll (1991年)
- From The Rock'N Roll Palace Live (1994年) ※マッギン & ニッティー・グリッティー・ダート・バンド名義
- 『ライヴ・フロム・マーズ』 - Live from Mars (1996年)
- 『3バーズ・ライヴ・イン・ロンドン』 - 3 Byrds Land in London (1997年) ※With ジーン・クラーク、クリス・ヒルマン。1977年録音
- Live at the XM Studios May 27, 2004 (2004年) ※ダウンロードのみ
- Live from Spain (2007年)
- Stories, Songs, & Friends (2014年)
- Live at the Boarding House (2014年) ※With クラーク、ヒルマン、デヴィッド・クロスビー。1978年録音
- Live In New York: Eight Miles High (2015年) ※1974年録音
- Turn Turn Turn (2015年) ※With ヒルマン。1980年録音
- Bottom Line Archive Series: In Their Own Words (2015年) ※マッギン & ピート・シーガー。1994年録音
- The Living Room Concert '76 (2015年) ※With Thunderbyrd。1976年録音
- Electric Ladyland 1991 (2016年) ※1991年録音
- Backstage Pass (2016年) ※With クラーク、ヒルマン。1978年録音
- Armadillo World Headquarters (2016年) ※With クラーク、ヒルマン。1979年録音